# Njord (isbrytare)
För andra betydelser, se Njord (olika betydelser).
Njord var en svensk isbrytare som levererades år 1969. Bakgrunden till anskaffandet av fartyget var att den svenska isbrytningskapaciteten behövde utökas, då industrin i norra Sverige hade utökats kraftigt och krävde vintersjöfart i större utsträckning. Njord tjänstgjorde som isbrytare i 31 år tills hon år 2000 utrangerades och såldes.
Våren 2000 såldes Njord till det norska företaget Karlsen shipping Norway AS och under år 2001 byggdes hon om till kryssningsfartyg. Fartygets namn ändrades till M/S Polar Star och med plats för 105 passagerare började hon på kryssningsresor till Arktis och Antarktis.

## Bakgrund
Eftersom man behövde en ersättare för gamla Atle i slutet av 1960-talet, och då man hade goda erfarenheter av den tidigare levererade Tor, beställde man även Njord från samma varv.

## Utformning

### Övergripande
Styrhytten var av samma modell som hos Tor, med placering högt upp, vilket gav runtomsikt. Någon aktre manöverbrygga blev därigenom onödig, men akteröver fanns ett täckt utrymme varifrån bogservinschen manövrerades. Ursprungligen utrustades Njord precis som Tor med fyra kanonplattformar, två på sidorna, en på överbyggnaden strax under styrhytten, och en i fören framför ankarspelet. Den sistnämnda togs emellertid bort, eftersom den skymde sikten.

### Maskineri
När Njord beställdes, hade varvet tillgång till en liknande motor som valts för hennes systerfartyg Tor, med samma styrka men med jämnare gång. Den hade emellertid 9 cylindrar i stället för som tidigare 8, och var därför en meter längre. För att få plats med de fyra huvudmotorerna förlängdes därför Njord med två meter.

### Inredning
Fartygschefens förläggning och den så kallade redarhytten bestod av daghytt, sovhytt och badrum med badkar. Överstyrmannen (sekonden) hade en liknande hytt, dock bara med privat toalett. Övriga officerare var förlagda i enpersonshytter, övriga kategorier i tvåpersonshytter, båda utan privata faciliteter. Det fanns dessutom motionsrum och bastu i fören, under däck.

## Verksamhet
11 november 1969 avgick Njord från varvet mot Stockholm, men strax före inträdet i Stockholms skärgård skar en av huvudgeneratorerna i det dieselelektriska maskineriet ihop, och de fick lov att nödankra. Fartyget tog sig in till Stockholm och låg still där en vecka, men gick sedan tillbaka till Helsingfors för garantireparation. Först i mitten av december samma år kunde den bli insatt i sin första isbrytarsäsong.
Den 30 mars 1979 blev Njord påkörd av Toftön i tät dimma. Skadorna på Njord blev tämligen omfattande, men hon kunde dock fortsätta sin tjänst och behövde inte repareras förrän i samband med den årliga översynen vid issäsongens slut den 19 maj.

## Fortsatt användning

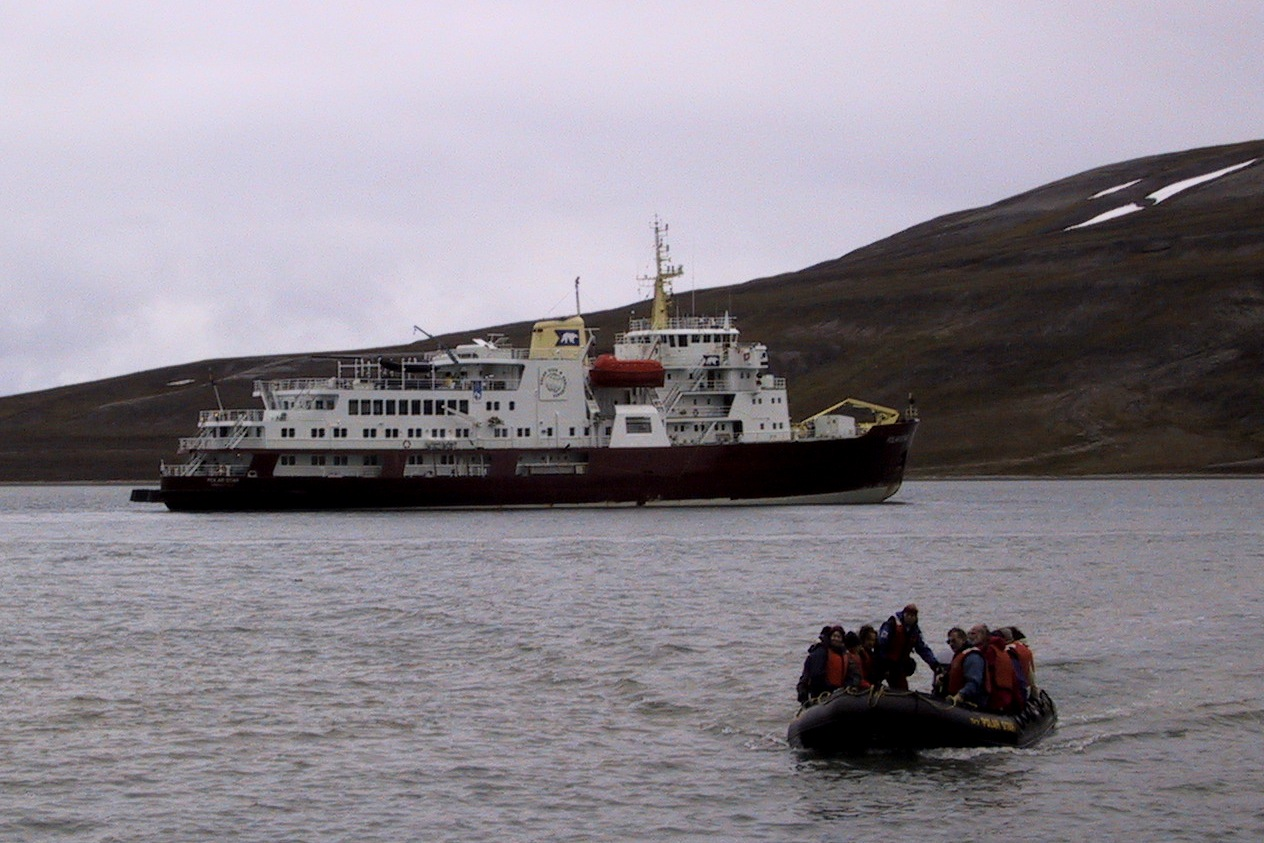
Njord som M/S Polar Star på Svalbard år 2002 efter ombyggnad.

År 1995 lades Njord tillsammans med Tor i reserv i Karlskrona och efter tillkommandet av Viking-klassen utrangerades fartyget och såldes 2000 till Karlsen Shipping och registrerades i Bridgetown i Barbados. (Hon ägdes av Karlsen Shipping i Norge och drevs av Karlsen Shipping Company i Halifax i Kanada). Hon döptes om till Polar Star och byggdes om till ett kryssningsfartyg för Arktis- och Antarktiskryssningar. På södra halvklotet var hennes hemmahamn Ushuaia på den argentinska delen av Eldslandet, världens sydligaste stad och utgångspunkt för kryssningsfartygen i Antarktis. Fartyget kan efter ombyggnaden ta 105 passagerare (100 i arktiska vatten). Under sommaren på det norra halvklotet utförde Polar Star bland annat kryssningar kring Svalbard och Grönland.
I januari 2011 gick Polar Star på ett undervattenskär i Antarktis. Hon kom loss och gick till King George Island där passagerarna evakuerades. Fartyget seglades till Las Palmas för reparation. Rederiet fick ekonomiska problem och gick i konkurs i maj 2011 och de  spanska myndigheterna beslagtog fartyget som pant för varvets räkning på 1,6 miljoner dollar.
I februari 2013 togs hon ur dockan och lades upp vid varvet, där hon ligger än idag (2021), nu med namnet  POLAR S.

## Bilder
Tre bilder tagna i Ushuaia i december 2007, MS Polar Stars hemmahamn i södra Argentina samt ett från varvet i Las Palmas 2011.

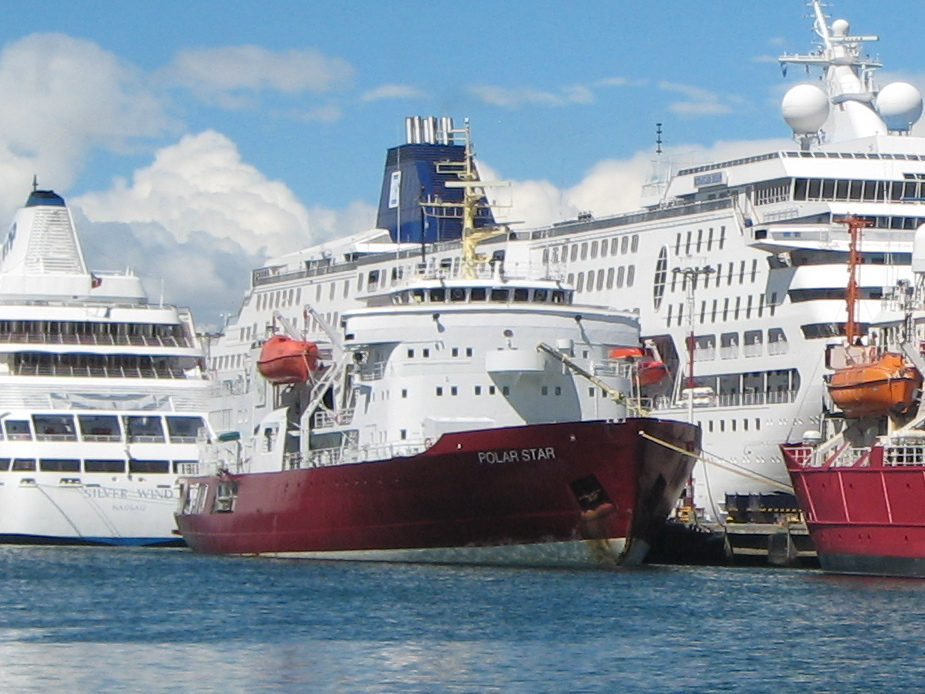
MS Polar Star i Ushuaia, december 2007.
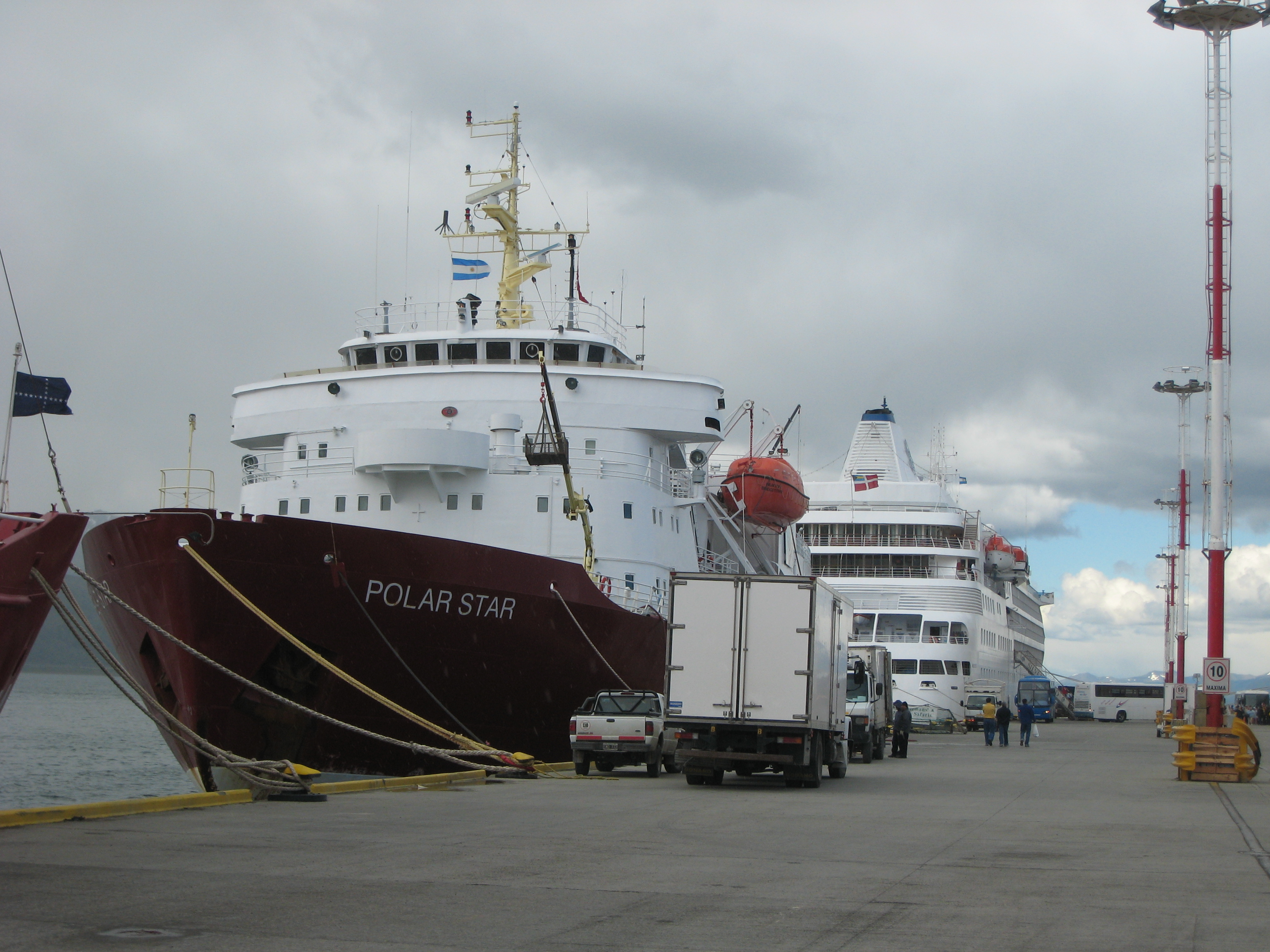
MS Polar Star,  december 2007.
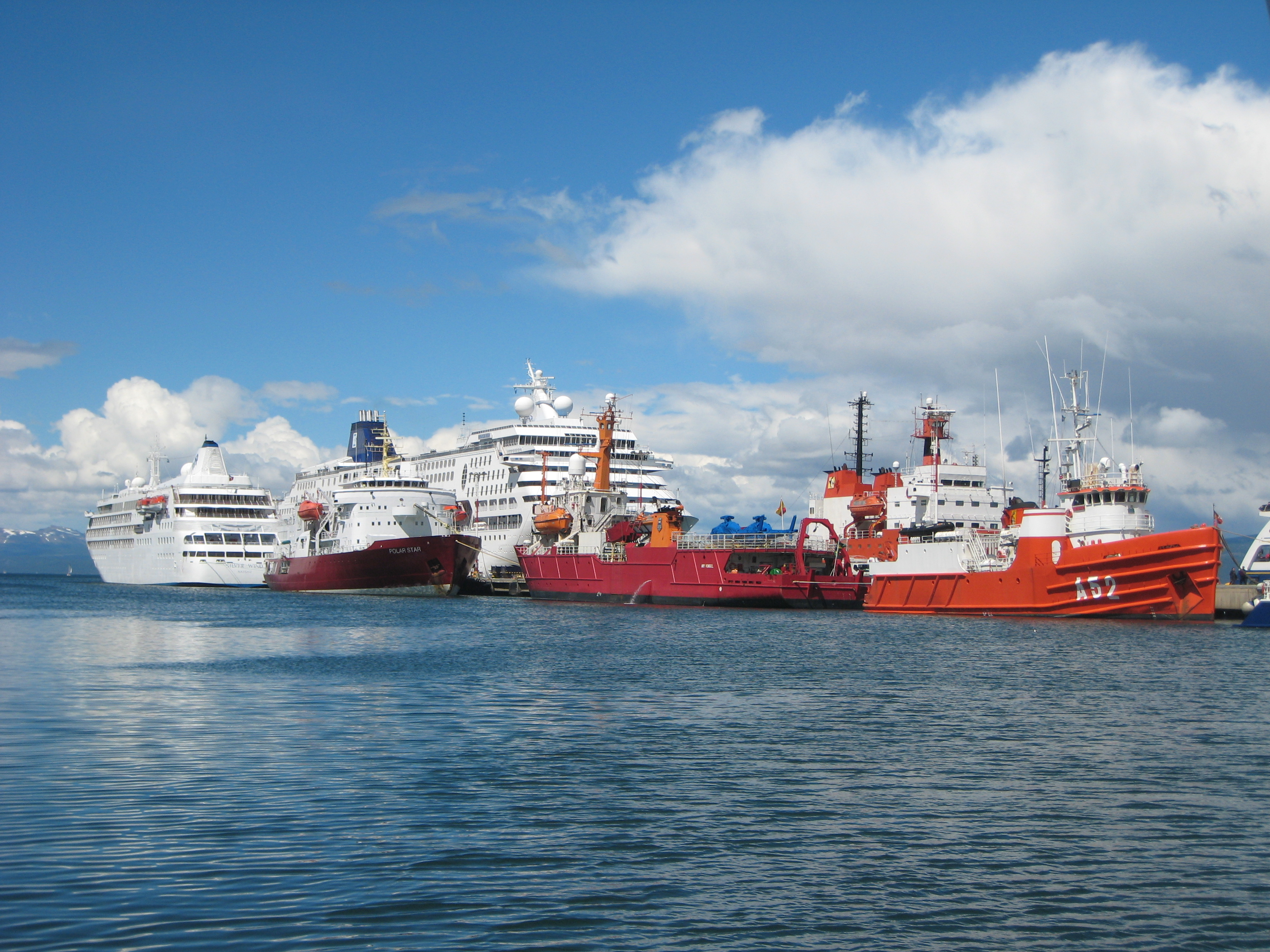
MS Polar Star och andra kryssningsfartyg i Ushaia, december 2007.
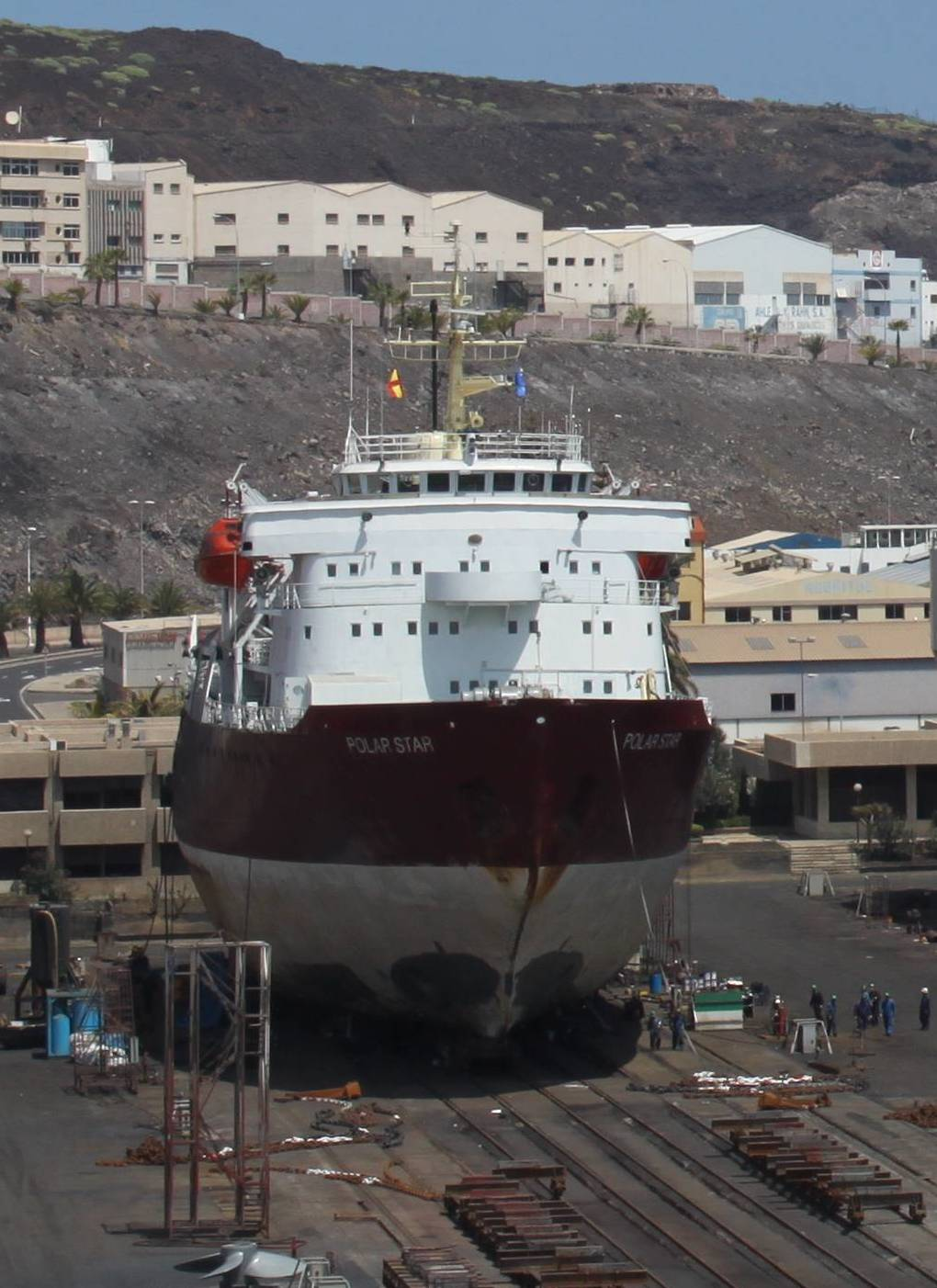
MS Polar Star på varvet i Las Palmas, 2011.